# Château de Champgueffier
Le château de Champgueffier se situe sur la commune de La Chapelle-Iger (Seine-et-Marne).

## Histoire

### Moyen Âge
Dès 1170, Philippe, seigneur de Champgueffier, y possède un château fort et une garnison. Vassal du comte de Champagne, il vit encore en 1201. Au XVIe siècle, Champgueffier appartient à la famille de Verdelot puis, au XVIIe siècle, à la famille de Laistre. Le seigneur de Champgueffier a droit de haute, moyenne et basse justice.

### Renaissance
Au cours de la seconde moitié du XVIIe siècle le revenu annuel de son fief est évalué à environ 3 000 livres. Avant la fin du siècle, Jacques de Laistre, chevalier de Saint-Louis, major de la citadelle de Saint-Jean-Pied-de-Port, vend Champgueffier mais son fils, mousquetaire en 1742, se nomme encore M. de Laistre de Champgueffier. 
En 1743, Charles Boucher d'Orsay est marquis de Champgueffier mais ne conserve pas cette terre.
Dès 1749, la seigneurie de Champgueffier est acquise par Jacques II de Flesselles, puis passe à son fils, le fameux Jacques de Flesselles (1730-1789), futur prévôt des marchands de Paris. Ce dernier fait construire en 1772 l'actuel pont de pierre donnant accès aux communs et château de Champgueffier. Il revend la seigneurie à Louis Silvy (1760-1847), conseiller-auditeur à la chambre des comptes, qui se sépare de Champgueffier dès 1800.

### Ère moderne
À cette date, Louis de Boislandry (1750 + 1834), négociant, banquier, ancien député de Paris à l'Assemblée constituante, achète cette propriété et y adjoint les propriétés voisines de La Chapelle-Iger, des Hauts-Grès et de Vaux. Champgueffier sera conservé deux siècles par sa famille (1800-2000).
En 1862, le château de Champgueffier ayant brûlé, le général Eugène Dubern, petit-fils de Louis de Boislandry, le fait reconstruire.